# Pučile
Pučile so naselje v občini Bijeljina, Bosna in Hercegovina. 

## Deli naselja
Brdo, Đurevići, Gavrići, Mali Glogovac, Pantići, Pučile in Puhare. 

## Prebivalstvo
| Pregled števila prebivalcev po letih | Pregled števila prebivalcev po letih | Pregled števila prebivalcev po letih | Pregled števila prebivalcev po letih | Pregled števila prebivalcev po letih | Pregled števila prebivalcev po letih |
| ------------------------------------ | ------------------------------------ | ------------------------------------ | ------------------------------------ | ------------------------------------ | ------------------------------------ |
| 1948                                 | 1953                                 | 1961                                 | 1971                                 | 1981                                 | 1991                                 |
| -                                    | -                                    | -                                    | 780                                  | 752                                  | 769                                  |

| Narodna sestava prebivalstva po letih                                                                                        | Narodna sestava prebivalstva po letih                                                                                        | Narodna sestava prebivalstva po letih                                                                                        |
| --- | --- | --- |
| 1971 | 1981 | 1991 |
| . skupaj: 780 Srbi 741 (95,00 %) Muslimani 6 (0,76 %) Hrvati 2 (0,25 %) Jugoslovani 19 (2,43 %) drugi in neznano 12 (1,53 %) | . skupaj: 752 Srbi 655 (87,10 %) Muslimani 5 (0,66 %) Hrvati 0 (0,00 %) Jugoslovani 89 (11,83 %) drugi in neznano 3 (0,39 %) | . skupaj: 769 Srbi 728 (94,66 %) Muslimani 19 (2,47 %) Hrvati 4 (0,52 %) Jugoslovani 15 (1,95 %) drugi in neznano 3 (0,39 %) |